# Football à 5 aux Jeux paralympiques d'été de 2024
 (janvier 2025).
Si vous disposez d'ouvrages ou d'articles de référence ou si vous connaissez des sites web de qualité traitant du thème abordé ici, merci de compléter l'article en donnant les références utiles à sa vérifiabilité et en les liant à la section « Notes et références ».
Navigation
Tokyo 2020 Los Angeles 2028
Le tournoi de football à 5 aux Jeux paralympiques d'été de 2024 (ou cécifoot) se déroule du 30 août au 7 septembre 2024 au Champ-de-Mars, en France. Il s'agit de la 6e apparition du football à 5 aux Jeux paralympiques.
Seul le tournoi masculin est au programme de cette compétition.

## Organisation

### Lieu de la compétition

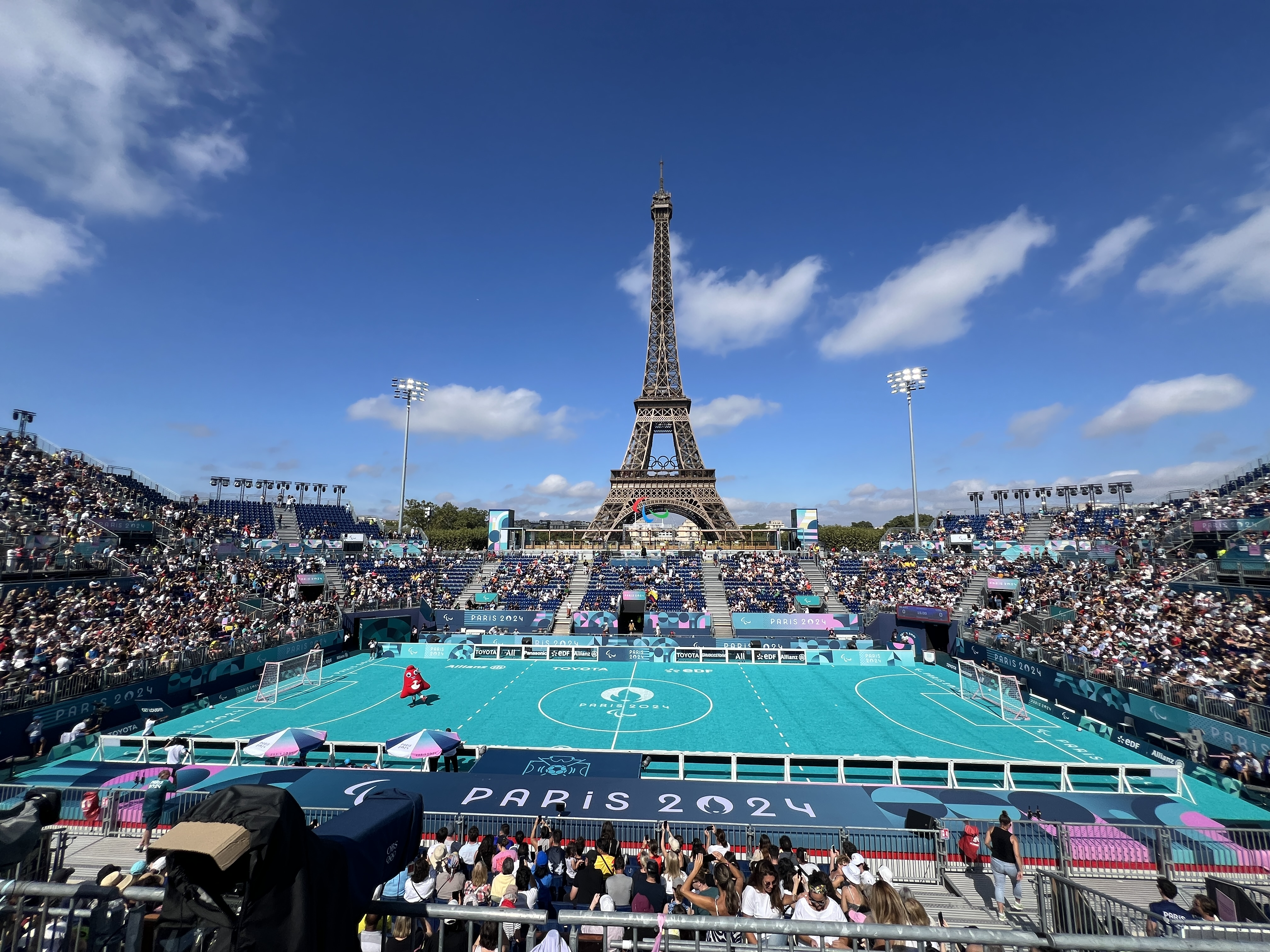
Le stade Tour Eiffel avec la configuration pour le football à 5.

L'ensemble des matches de la compétition a lieu au stade Tour Eiffel, installation sportive provisoire installée sur le Champ-de-Mars.

### Classification
Les joueurs de champ sont classés en catégorie B1 (acuité visuelle nulle ou très faible et/ou pas de perception de la lumière). Cependant, afin d’égaliser les situations de handicap entre tous les joueurs sur le terrain, ils doivent porter un masque occultant.  
Le gardien, en revanche, peut être voyant ou avoir une acuité visuelle de catégorie B2 ou B3.
| Catégorie | Observations |
| --------- | --- |
| B1        | Non voyants : joueurs aveugles ou ayant une faible perception lumineuse. Les joueurs évoluent avec des patchs oculaires et un bandeau sur les yeux.                                              |
| B2-B3     | Malvoyants : au niveau international, l’acuité visuelle du meilleur œil après correction ne doit pas dépasser 1/10e (tolérance au niveau national jusqu’à 2/10e) ou excéder 20° de champ visuel. |

## Acteurs du tournoi

### Équipes qualifiées
Les épreuves qualificatives du tournoi masculin de football à 5 des jeux paralympiques se déroulent de juin 2022 à novembre 2023. En tant que pays hôte, la France est qualifié d'office, tandis que les autres équipes passent par différends modes de qualifications continentales.
Les huit équipes se sont qualifiées comme suit :
| Compétition                          | Date                 | Lieu                    | Places | Qualifiés                |
| ------------------------------------ | -------------------- | ----------------------- | ------ | ------------------------ |
| Pays organisateur                    | Pays organisateur    | Pays organisateur       | 1      | France                   |
| Championnat IBSA d'Europe 2022       | 8-18 juin 2022       | Pescara, Italie         | 1      | Turquie                  |
| Championnat IBSA d'Afrique 2022      | 14-26 septembre 2022 | Bouznika, Maroc         | 1      | Maroc                    |
| Championnat IBSA d'Asie-Océanie 2022 | 11-18 novembre 2023  | Cochin, Inde            | 1      | Chine                    |
| Championnat du monde IBSA 2023       | 18-27 août 2023      | Birmingham, Royaume-Uni | 3      | Argentine Colombie Japon |
| Jeux parapanaméricains de 2023       | 17-26 novembre 2023  | Santiago, Chili         | 1      | Brésil                   |
| Total                                | Total                | Total                   | 8      |                          |

Aux Jeux mondiaux de l'IBSA , la Chine (deuxième place) et le Brésil (troisième place) se sont qualifiés pour les Jeux paralympiques grâce à leurs qualifications régionales, leurs places ont été attribuées à la Colombie (quatrième place) et au Japon (cinquième place).

## Podium
| Épreuves         | Or | Argent | Bronze |
| Tournoi masculin | France- Alessandro Bartolomucci - Mickaël Miguez - Gaël Rivière - Hakim Arezki - Martin Baron - Khalifa Youmé - Frédéric Villeroux - Ahmed Tidiane Diakité - Fabrice Morgado - Benoit Chevreau de Montlehu | Argentine- Darío Lencina - Ángel Deldo - Nahuel Heredia - Froilan Padilla - Jesus Merlos - Matias Olivera - Maximiliano Espinillo - Osvaldo Fernández - Mario Rios - Germán Muleck | Brésil- Luan Gonçalves - Maicon Júnior - Cássio Lopes - Jonatan Borges da Silva - Jeferson da Conceição - Nonato - Tiago da Silva - Ricardo Alves - Jardiel Soares - Matheus Bumussa |

## Résultats

### Phase de poules

#### Poule A
| \| Rang \| Équipe \| Pts \| J \| G \| N \| P \| Bp \| Bc \| Diff \| \| ---- \| ------- \| --- \| - \| - \| - \| - \| -- \| -- \| ---- \| \| 1 \| Brésil \| 7 \| 3 \| 2 \| 1 \| 0 \| 6 \| 0 \| +6 \| \| 2 \| France \| 6 \| 3 \| 2 \| 0 \| 1 \| 3 \| 3 \| 0 \| \| 3 \| Chine \| 4 \| 3 \| 1 \| 1 \| 1 \| 2 \| 1 \| +1 \| \| 4 \| Turquie \| 0 \| 3 \| 0 \| 0 \| 3 \| 0 \| 7 \| -7 \| Qualifiée en demi-finale; Match de classement 5e place; Match de classement 7e place; Pts = points; J = joués; G = gagnés; Gt = gagnés en prolongation ou aux tirs au but; P = perdus; Bp = buts pour; Bc = buts contre; Diff = différence de buts |         |     |   |   |   |   |    |    |      |
| Rang | Équipe  | Pts | J | G | N | P | Bp | Bc | Diff |
| 1 | Brésil  | 7   | 3 | 2 | 1 | 0 | 6  | 0  | +6   |
| 2 | France  | 6   | 3 | 2 | 0 | 1 | 3  | 3  | 0    |
| 3 | Chine   | 4   | 3 | 1 | 1 | 1 | 2  | 1  | +1   |
| 4 | Turquie | 0   | 3 | 0 | 0 | 3 | 0  | 7  | -7   |

| Rang | Équipe  | Pts | J | G | N | P | Bp | Bc | Diff |
| ---- | ------- | --- | - | - | - | - | -- | -- | ---- |
| 1    | Brésil  | 7   | 3 | 2 | 1 | 0 | 6  | 0  | +6   |
| 2    | France  | 6   | 3 | 2 | 0 | 1 | 3  | 3  | 0    |
| 3    | Chine   | 4   | 3 | 1 | 1 | 1 | 2  | 1  | +1   |
| 4    | Turquie | 0   | 3 | 0 | 0 | 3 | 0  | 7  | -7   |

| 1er septembre | Brésil  | 3 - 0 | Turquie |
| 1er septembre | France  | 1 - 0 | Chine   |
| 2 septembre   | Turquie | 0 - 2 | Chine   |
| 2 septembre   | France  | 0 - 3 | Brésil  |
| 3 septembre   | Chine   | 0 - 0 | Brésil  |
| 3 septembre   | Turquie | 0 - 2 | France  |

#### Poule B

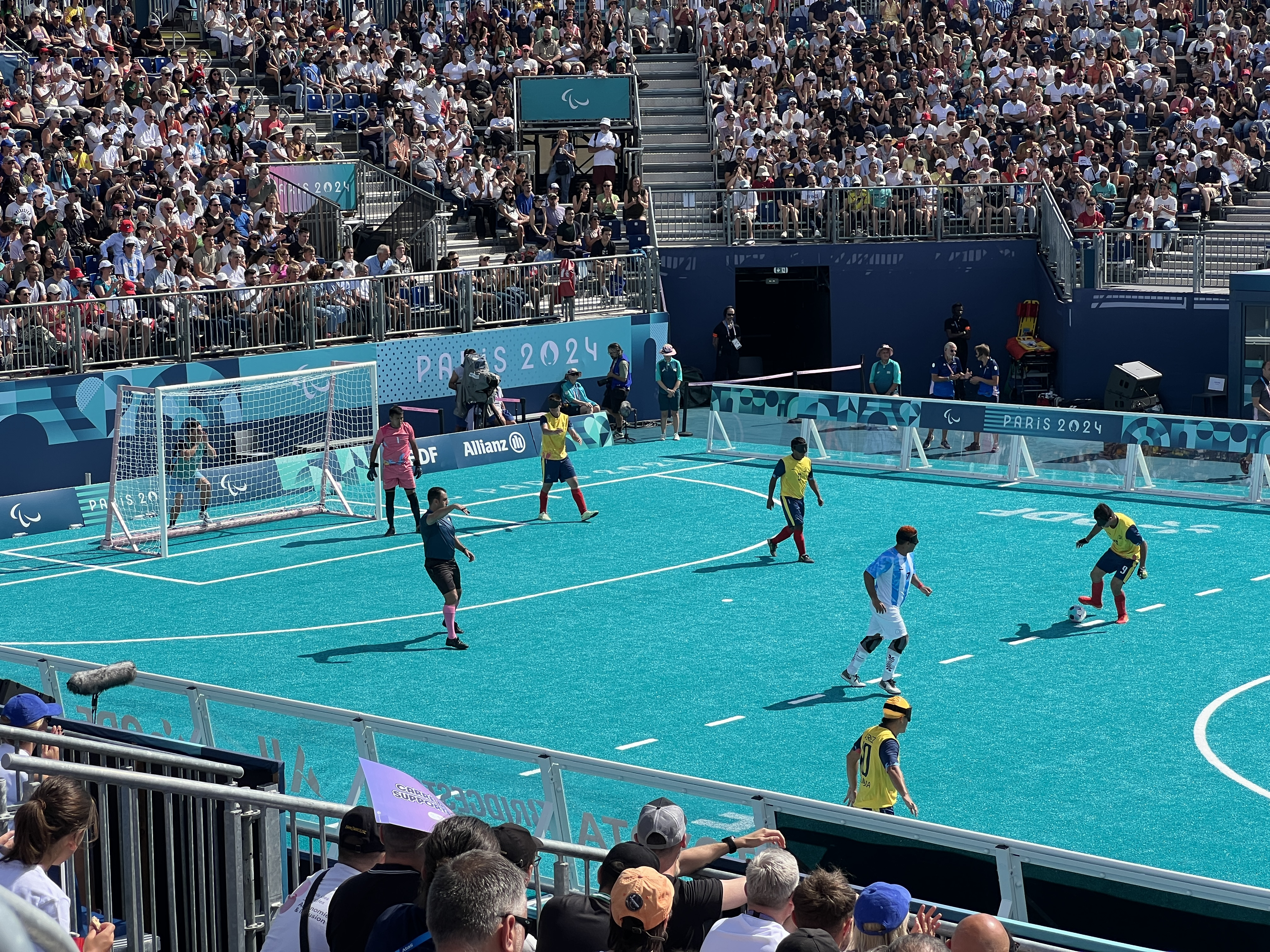
Match opposant l'Argentine à la Colombie.

| \| Rang \| Équipe \| Pts \| J \| G \| N \| P \| Bp \| Bc \| Diff \| \| ---- \| --------- \| --- \| - \| - \| - \| - \| -- \| -- \| ---- \| \| 1 \| Colombie \| 7 \| 3 \| 2 \| 1 \| 0 \| 2 \| 0 \| +2 \| \| 2 \| Argentine \| 5 \| 3 \| 1 \| 2 \| 0 \| 1 \| 0 \| +1 \| \| 3 \| Maroc \| 4 \| 3 \| 1 \| 1 \| 1 \| 1 \| 1 \| 0 \| \| 4 \| Japon \| 0 \| 3 \| 0 \| 0 \| 3 \| 0 \| 3 \| -3 \| Qualifiée en demi-finale; Match de classement 5e place; Match de classement 7e place; Pts = points; J = joués; G = gagnés; Gt = gagnés en prolongation ou aux tirs au but; P = perdus; Bp = buts pour; Bc = buts contre; Diff = différence de buts |           |     |   |   |   |   |    |    |      |
| Rang | Équipe    | Pts | J | G | N | P | Bp | Bc | Diff |
| 1 | Colombie  | 7   | 3 | 2 | 1 | 0 | 2  | 0  | +2   |
| 2 | Argentine | 5   | 3 | 1 | 2 | 0 | 1  | 0  | +1   |
| 3 | Maroc     | 4   | 3 | 1 | 1 | 1 | 1  | 1  | 0    |
| 4 | Japon     | 0   | 3 | 0 | 0 | 3 | 0  | 3  | -3   |

| Rang | Équipe    | Pts | J | G | N | P | Bp | Bc | Diff |
| ---- | --------- | --- | - | - | - | - | -- | -- | ---- |
| 1    | Colombie  | 7   | 3 | 2 | 1 | 0 | 2  | 0  | +2   |
| 2    | Argentine | 5   | 3 | 1 | 2 | 0 | 1  | 0  | +1   |
| 3    | Maroc     | 4   | 3 | 1 | 1 | 1 | 1  | 1  | 0    |
| 4    | Japon     | 0   | 3 | 0 | 0 | 3 | 0  | 3  | -3   |

| 1er septembre | Japon     | 0 - 1 | Colombie  |
| 1er septembre | Maroc     | 0 - 0 | Argentine |
| 2 septembre   | Argentine | 0 - 0 | Colombie  |
| 2 septembre   | Japon     | 0 - 1 | Maroc     |
| 3 septembre   | Colombie  | 1 - 0 | Maroc     |
| 3 septembre   | Argentine | 1 - 0 | Japon     |

### Phase finale
|  | Demi-finales        | Demi-finales        |           |           | Finale              | Finale              |
|  | Demi-finales        | Demi-finales        |           |           | Finale              | Finale              |
|  |                     |                     |           |           |                     |                     |
|  | 5 septembre à 17h30 | 5 septembre à 17h30 |           |           | 7 septembre à 20h00 | 7 septembre à 20h00 |
|  | 5 septembre à 17h30 | 5 septembre à 17h30 |           |           | 7 septembre à 20h00 | 7 septembre à 20h00 |
|  | Colombie            | 0                   |           |           | 7 septembre à 20h00 | 7 septembre à 20h00 |
|  | Colombie            | 0                   |           |           | 7 septembre à 20h00 | 7 septembre à 20h00 |
|  | France              | 1                   |           |           | 7 septembre à 20h00 | 7 septembre à 20h00 |
|  | France              | 1                   | France    | 1 (3 tab) |                     |                     |
|  | 5 septembre à 20h00 |                     | France    | 1 (3 tab) |                     |                     |
|  |                     | Argentine           | 1 (2 tab) |           |                     |                     |
|  | Brésil              | Argentine           | 1 (2 tab) | 0 (3 tab) |                     |                     |
|  | Brésil              |                     |           | 0 (3 tab) |                     |                     |
|  | Argentine           | 0 (4 tab)           |           |           |                     |                     |
|  | Argentine           | 0 (4 tab)           | 3e place  |           |                     |                     |
|  |                     |                     |           |           |                     |                     |
|  | 7 septembre à 17h30 |                     |           |           |                     |                     |
|  |                     |                     |           |           |                     |                     |
|  | Colombie            | 0                   |           |           |                     |                     |
|  | Colombie            | 0                   |           |           |                     |                     |
|  | Brésil              | 1                   |           |           |                     |                     |
|  | Brésil              | 1                   |           |           |                     |                     |

|  | 5e place            |   |
|  |                     |   |
|  | 5 septembre à 13h00 |   |
|  |                     |   |
|  | Chine               | 1 |
|  | Chine               | 1 |
|  | Maroc               | 0 |
|  | Maroc               | 0 |

|  | 7e place            |   |
|  |                     |   |
|  | 5 septembre à 10h30 |   |
|  |                     |   |
|  | Turquie             | 2 |
|  | Turquie             | 2 |
|  | Japon               | 0 |
|  | Japon               | 0 |

## Classement final
| Rang | Équipe    | J | V | N | D |
| ---- | --------- | - | - | - | - |
| 1    | France    | 5 | 4 | 0 | 1 |
| 2    | Argentine | 5 | 2 | 2 | 1 |
| 3    | Brésil    | 5 | 3 | 1 | 1 |
| 4    | Colombie  | 5 | 2 | 1 | 2 |
| 5    | Chine     | 4 | 2 | 1 | 1 |
| 6    | Maroc     | 4 | 1 | 1 | 2 |
| 7    | Turquie   | 4 | 1 | 0 | 3 |
| 8    | Japon     | 4 | 0 | 0 | 4 |